# Autobusna linija br. 330 u Zagrebu
Linija 330 je prigradska autobusna linija u Zagrebu. Prometuje trasom: Glavni kolodvor – avenija Većeslava Holjevca – Zagrebačka – Velika Gorica.
Zadnja postaja u 1. zoni je Muzej suvremene umjetnosti odakle vozi direktno do Velike Gorice.

## Vanjske poveznice
- Vozni red linije 330

1. ↑  Datoteke u GTFS formatu. zet.hr. Pristupljeno 5. lipnja 2025. - Sadrži informacije tijela javne vlasti u skladu s Otvorenom dozvolom